# Afrikansk eldskink
Afrikansk eldskink (Mochlus fernandi), vardagligt även kallad bara eldskink, är en ödleart som ingår i familjen skinkar (Scincidae). Den förekommer i fuktiga tropiska skogar i västra och centrala Afrika (Guinea, Sierra Leone, Liberia, Elfenbenskusten, Ghana, Togo, södra Nigeria, Kamerun, Ekvatorialguinea, nordvästra Gabon, norra Kongo-Brazzaville, södra Centralafrikanska republiken och centrala norra Kongo-Kinshasa. En tidigare synonym för eldskink är Riopa fernandi, men systematiska undersökningar har visat att den afrikanska eldskinken även om den har vissa likheter med de asiatiska skinkarna i släktet Riopa inte är nära släkt med dessa. I senare litteratur förekommer även synonymen Lepidothyris fernandi, men fylogenetiska undersökningar tyder inte på stöd för detta. En undersökning, som publicerades i tidskriften Zoological Journal of the Linnean Society, som utges av Linnean Society of London, 2019, har placerat eldskinken i släktet Mochlus. Det har även visat sig att den tidigare beskrivningen av eldskink, sedd som taxonet Riopa fernandi, egentligen innefattade tre arter, Mochlus fernandi, Mochlus hinkeli och Mochlus striatus.

## Etymology
Eldskinkens artepitet, fernandi, är en referens till dess typlokal, ön Bioko, tidigare känd som Fernando Pó.

## Underarter
Två underarter erkänns, inklusive nominatunderarten:
- Mochlus fernandi fernandi (Burton, 1836) – västra Centralafrika och sydöstra Nigeria.
- Mochlus fernandi harlani (Hallowell, 1845) – Västafrika (Sierra Leone, Guinea, Liberia, Elfenbenskusten, Ghana, Togo, sydvästra Nigeria).

Notera: En binomial auktoritet inom parentes indikerar att arten ursprungligen beskrevs i ett annat släkte än Mochlus.

## Kännetecken
Eldskinken är en stor skink och kan som fullvuxen nå en total längd (kropp och svans) på upp till cirka 38 centimeter. Ungefär hälften av den totala längden utgörs av svansen. Men i genomsnitt är den totala längden 25-33 centimeter. Mätt från nos till kloak är kroppslängden (utan svansen) 14–16 centimeter. Den har ett kort, brett huvud med rundad nos. Ögonen är relativt stora med rund pupill. Öronöppningarna är mer eller mindre ovala och väl synliga. Kroppen har en halvcylindrisk form och är kraftig med ganska korta men starka ben med fem tår. Svansen är liksom kroppen kraftig men smalnar av mot spetsen. Trots att svansen är kraftig kan den vid behov lätt släppas, så kallad autotomi. Fjällen på kroppen är starkt kölade och antalet fjällrader runt kroppens mitt är mellan 31 och 34. Färgteckningen, som är det mest framträdande kännetecknet och har gjort denna ödla eftersökt som sällskapsdjur i terrarium, är livlig med guldbrun ovansida och röda och svarta sidor med vita, gulaktiga och blåaktiga prickar. Benen är ofta mörka. Svansen är svart med vit spräcklig teckning hos vuxna ödlor, medan unga ödlor har mer blått på svansen. Någon tydlig sexuell dimorfism i färgteckning eller andra yttre kroppskaraktärer uppvisas inte, men hanarna blir vanligen något större och har ett plattare och bredare huvud än honorna, som vanligen är något slankare, fast breda över höftbenen, med kortare, rundare nos. Underarten M. f. harlani skiljer sig från nominatunderarten genom att antalet fjällrader runt kroppens mitt alltid är 34 och genom variation i färgteckningen, samt ett något kortare huvud.

## Levnadssätt
Denna skink lever i fuktiga tropiska skogar från låglänta områden och upp till en höjd av 1 200 meter över havet. Den är en marklevande och grävande skink som gärna håller till bland nedfallna döda löv eller kring döda nedfallna träd och liknade skyddade miljöer och gömmer sig i hålor. Den livnär sig på ryggradslösa djur, främst insekter. En studie från Nigeria visade att arten var som mest aktiv över marken under sen eftermiddag och tidig kväll. En mindre aktivitetstopp fanns också under förmiddagen. Mitt på dagen antags ödlorna vila i sina hålor för att undvika den högsta dagstemperaturen. Ödlorna var mer aktiva över marken under regnperioden än under torrperioden. Fortplantningen är ovipar, det vill säga honorna lägger ägg.